# Monumento natural de Los Órganos
El monumento natural de Los Órganos es un espacio natural protegido del municipio de Vallehermoso en la isla de La Gomera, España. Está constituido por un acantilado marino en el que la acción erosiva del mar ha dejado al descubierto el interior de un pitón traquítico, donde se observan coladas en disyunción columnar que han dado origen a su nombre.

## Geología
Los Órganos se encuentran en la región costera noroeste de la isla constituyendo un área acantilada de aproximadamente 2 kilómetros de largo. Se encuentra en un ámbito donde aflora directamente el Complejo Basal (rocas más antiguas de la isla), en el que predominan las rocas plutónicas, mientras que las lavas submarinas y las rocas sedimentarias ocupan una superficie proporcionalmente menor.
Dentro del conjunto destaca el cúmulo-domo de Los Órganos, cuyo origen quedaría encuadrado dentro de los primeros episodios sálicos, dado que no se observa ningún contacto con las series basálticas más recientes, esto lo situaría en cualquier momento posterior a 18 millones de años, edad de los materiales plutónicos intrusivos más antiguos. 
La erosión marina ha dejado al descubierto el conjunto, poniendo de relieve la disyunción columnar de Los Órganos, elemento que da nombre al monumento natural. En el acantilado se ponen de relieve las intrusiones plutónicas, destacando los gabros olivínicos en la zona superior y las wehrlitas y piroxenitas en la inferior, todas ellas atravesadas por una densa red de diques.

## Flora y fauna
El listado florístico recoge un total de 6 plantas no vasculares y 159 plantas vasculares. De éstas, 51 son plantas endémicas de Canarias, entre las cuales existen 6 géneros endémicos. De los endemismos, 10 plantas son exclusivas de la isla de La Gomera.
La fauna invertebrada es abundante, alcanzándose un 80 % de endemicidad. En cuanto a la vertebrada encontramos reptiles como el lagarto tizón gomero (Gallotia caesaris gomerae), la lisa (Chalcides viridanus coeruleopunctatus) y el perenquén (Tarentola gomerensis). Entre los mamíferos presentes destacan las especies introducidas (cabras, ovejas, roedores y gatos) muy negativas para el ecosistema. Solo se constata la presencia de murciélagos Pipistrellus maderensis, Pipistrellus savii, Tadarida teniotis, como especies autóctonas.
El grupo de las aves es el mejor representado, con la presencia de aves de matorrales abiertos y pastizales en la parte superior, aves de matorrales más densos y arboledas en la parte alta de las laderas, aves de zonas xerófilas en la parte baja de las laderas y aves marinas en el área costera:
- Canarios (Serinus canaria)
- Currucas (Sylvia spp)
- Palomas bravías (Columba livia canariensis)
- Bisbita caminero (Anthus berthelotii)
- Mosquiteros (Phylloscopus canariensis)
- Mirlos (Turdus merula)
- Herrerillos (Parus caeruleus teneriffae)
- Perdices (Alectoris barbara)
- Gaviotas patiamarillas (Larus cachinnans)
- Charrán común (Sterna hirundo)
- Águila pescadora (Pandion haliaetus)
- Pardelas cenicientas (Calonectris diomedea borealis)
- Halcón de Tagorote (Falco pelegrinoides)
- Charrán común (Sterna hirundo)